# Fundamentals of Piano Practice
《Fundamentals of Piano Pratice》(←피아노 연습의 본질)는 미국인 Chuan C.Chang이 쓴 피아노 연습에 대한 책으로, 1994년 초판이 인쇄되었다. 현재 저자의 홈페이지를 통하여 PDF 포맷으로 무료로 다운로드가 가능하다. 홈페이지는 1999년에 만들어졌는데, 이 때부터 책 전체에 대한 무료 다운로드가 가능했는지는 확실하지 않다. 이 책은 출판된 이래로 독일어, 폴란드어, 이탈리아어, 프랑스어, 스페인어, 중국어 간체, 중국어 번체로 번역되었으며, 일본어 번역은 진행 중이다. 저자의 홈페이지에는 이 모든 번역의 링크가 있다.